# Gunnar Malmberg
Carl Johan Gunnar Malmberg, född 21 april 1882 i Stockholm, död där 7 augusti 1975, var en svensk bergsingenjör.
Efter studentexamen 1901 utexaminerades Malmberg från Kungliga Tekniska högskolan 1905. Han blev ritare vid Cambria Steel Company i Johnstown, Pennsylvania, 1907, kemist och mikroskopist vid Kohlswa Jernverks AB 1908, martin- och provningsingenjör där 1909 , var chefsmetallurg vid Surahammars bruk 1919–48 och forskningsingenjör vid Jernkontoret 1948–70. Han skrev uppsatser i "Jernkontorets annaler" och tilldelades Ingenjörsvetenskapsakademiens mindre guldmedalj (för uppfinningen av carbometern).